# Gos d'aigües espanyol
El Gos d'aigües espanyol és una raça de gos d'aigua originària d'Espanya, utilitzada tradicionalment com a pastor, ajudant en barques i a la caça. La raça fou reconeguda per la Reial Societat Canina d'Espanya el 1985 i per la Federació Cinològica Internacional el 1999.

## Història
El gos d'aigua espanyol és el tronc principal i l'origen de gairebé totes les races de gos d'aigua d'Europa (Barbet, water spaniel -pràcticament extingit-, gos d'aigua portuguès, caniche francès, Lagotto romagnolo, gos d'aigua irlandès, Spaniel holandès, el nou gos d'aigua cantàbric, etc.).
Existeixen diverses teories sobre l'origen del Gos d'aigua espanyol. La més acceptada considera que és una raça arcaica introduïda a Europa durant la invasió islàmica de la península Ibèrica iniciada l'any 711. Naturalment va entrar pel sud establint-se a Andalusia on es va procrear i es va assentar per tot el territori d'Al-àndalus. Diversos segles després a través de camins ramaders i vies fluvials va arribar a altres països d'Europa Occidental (Portugal, Itàlia, Flandes, Anglaterra, Irlanda, etc.), on segurament es van barrejar formant grups afins.
Antics documents (segles XIV, XVI i XVII) ens parlen ja de la presència massiva de gossos d'aigua espanyols a Sevilla, al seu port del riu Guadalquivir i a les seves maresmes.
La distribució geogràfica majoritària del "gos d'aigua espanyol" se centra tradicionalment a Andalusia i Extremadura. Abans del seu reconeixement oficial com a raça, aquests gossos han rebut diversos noms populars segons la zona. A Andalusia reben el nom de "gos turc andalús" i a Extremadura "Churrino". Les funcions tradicionals del gos d'aigua espanyol han estat la de gos pastor, gos de caça i ajudant de pescadors.
A causa de la seva gran polivalència avui dia és utilitzat en múltiples feines campestres, urbanes i esportives. Així, trobem gossos: careadors, pescadors, caçadors, de salvament (unitats de bombers), contra la droga en duanes (Policia i Guàrdia Civil), detectant esquers enverinats (Agent Forestal), per a teràpies (psicoterapeutes, psicòlegs, hospitals...), per a proves de treball, obediència i agilitat i, per descomptat, en la seva majoria són de companyia.

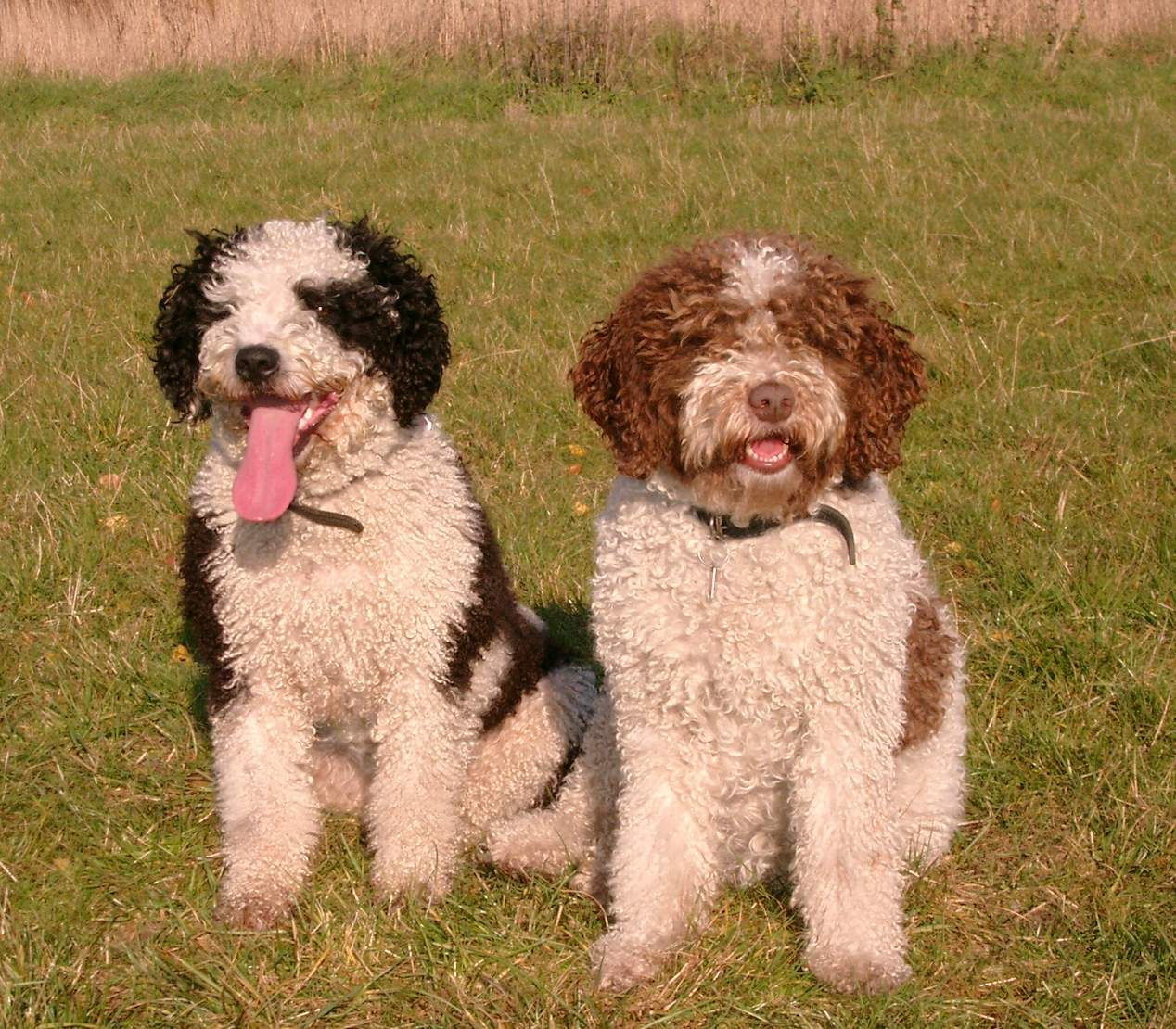
Dos exemplars bicolors.

## Reconeixement i normalització de la raça
Malgrat ser una raça d'origen antic i incert, la cinologia oficial espanyola no va mostrar interès per ella fins a principis de la dècada de 1980. El 1982, després de la seva presentació en l'Exposició Canina Mundial de València, la Reial Societat Canina d'Espanya la va reconèixer com a raça provisionalment acceptada, es va elaborar el seu primer estàndard i es va obrir el registre inicial de la raça. En aquest registre es van incloure 49 exemplars, en la seva majoria provinents de Cadis, Sevilla i Màlaga, encara que també es van registrar exemplars de la Serralada Cantàbrica i Extremadura. El 1985 la RSCE va reconèixer la raça de forma definitiva. No obstant això, el gos d'aigua cantàbric, sense haver estat reconegut per la Reial Societat Canina d'Espanya ni per la Federació Cinològica Internacional, va ser catalogat com a raça independent pel Comitè de Races del Ministeri de Medi ambient el 22 de març de 2011.
En l'àmbit internacional la Federació Cinològica Internacional va admetre la raça de forma provisional el 1986, podent presentar-se des de llavors a concursos però sense opcions a obtenir el CACIB (Certificat d'Aptitud de Campió Internacional de Bellesa). El 1999, durant l'assemblea celebrada a Mèxic amb motiu del Campionat Mundial, la raça va ser definitivament acceptada per la FCI, podent competir des de llavors pel CACIB i obtenir així el títol de Campió Internacional.

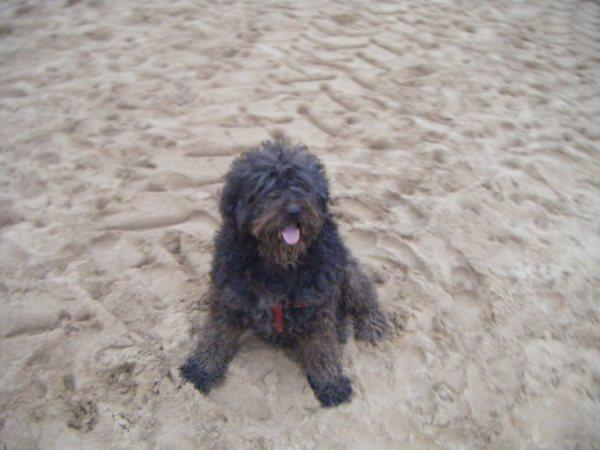
Exemplar monocolor.

## Aparença
Poden tenir una gran varietat de colors. Els colors poden ser negre sòlid, beix, marró o blanc; bicolor on el segon color és el blanc, o multicolor. El gos d'aigua espanyol és de mida mitjana, és un gos atlètic i robust, lleugerament més llarg que alt. El cap és fort i portat amb elegància. El crani és pla i la part superior és paral·lela amb la part superior del morro. El nas i la part de la cara són del mateix color que la part més fosca del cos. Els ulls són expressius, de color avellana, castany o marró fosc. Les orelles són caigudes a l'alçada mitjana del crani i són triangulars.

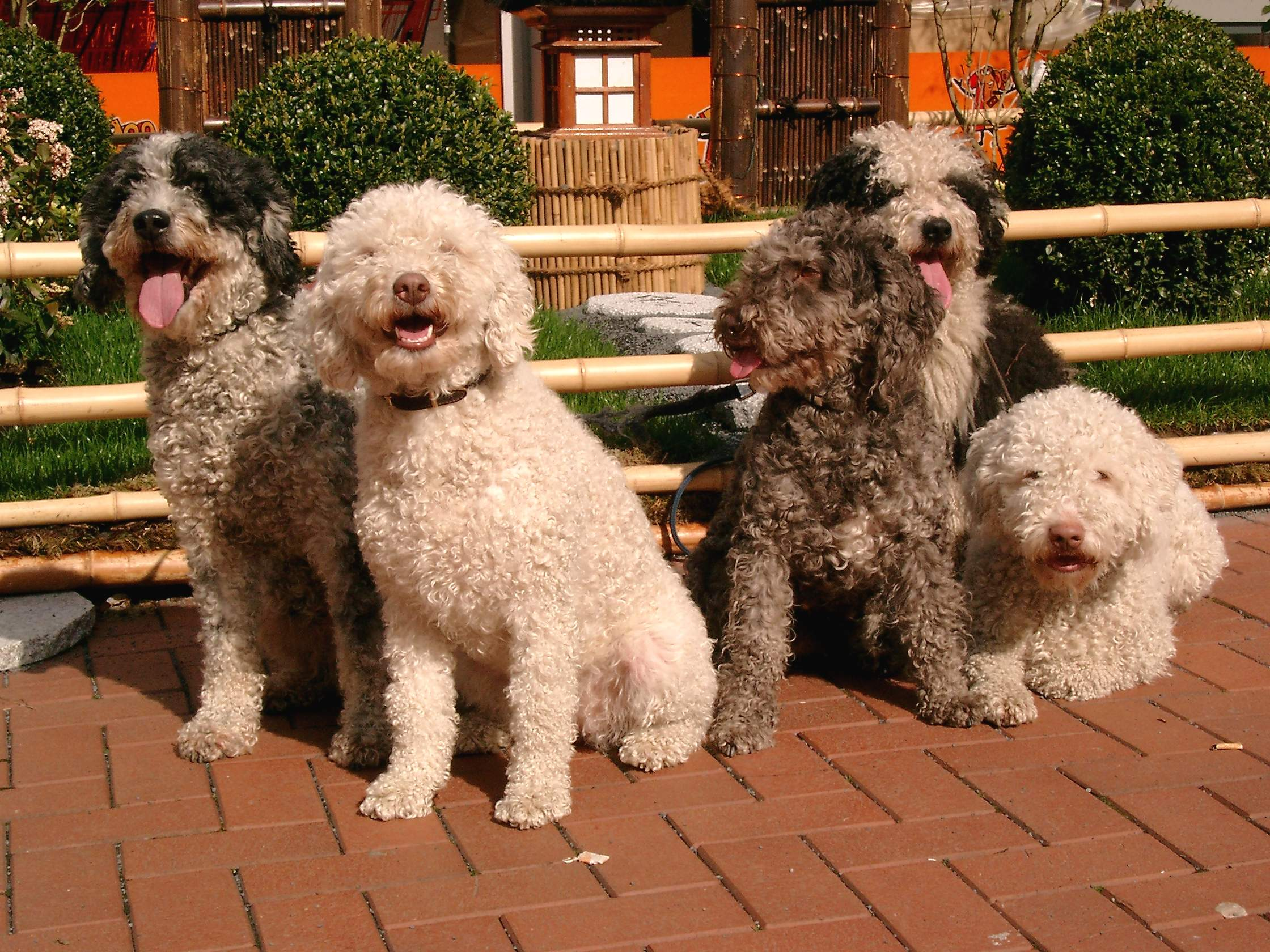
El gos d'aigua espanyol pot tenir una gran varietat de colors.

### Grandària
Les mides aproximades són:
- Mascles
  - Alçada: 44 a 50 cm
  - Pes: 18 a 22 kg

- Femelles
  - Alçada: 40 a 45 cm
  - Pes: 14 a 18 kg

## Temperament
El gos d'aigua espanyol és diligent, lleial, afectuós i intel·ligent. Tenen uns instints naturals de guarda i caça molt forts, dirigint-los per esdevenir els guardians de les seves cases. Li agrada la feina i el joc. El seu cos atlètic i la seva naturalesa laborable dura i extrema els dirigeix a exercir qualsevol nombre de tasques. Poden ser cauts amb desconeguts, i és millor que tinguin una socialització primerenca i continuada amb una varietat de persones i altres animals, és essencial per un gos equilibrat i sociable. Una socialització bona a una edat molt primerenca els ajuda a cohabitar amb nens petits.

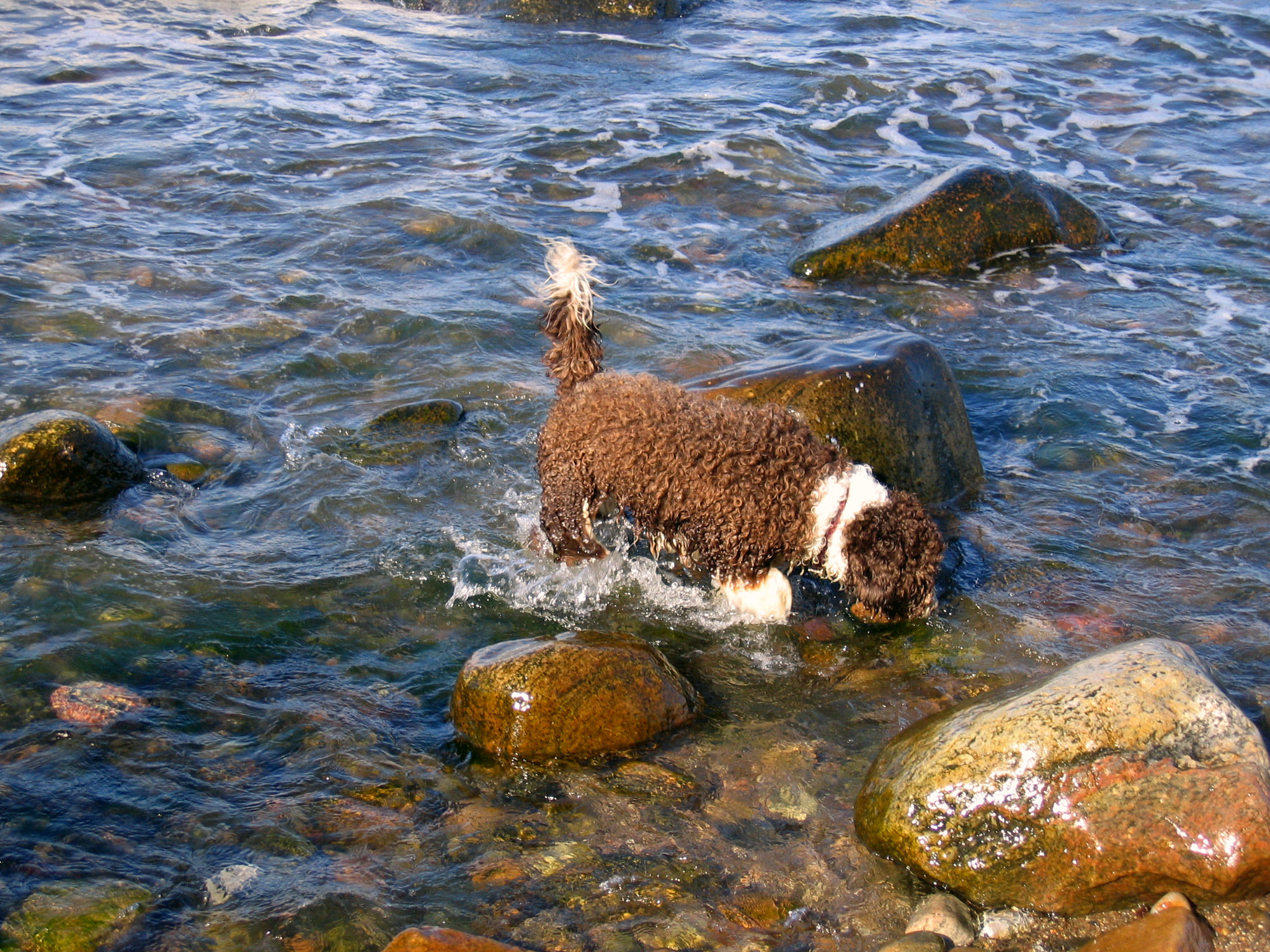
A molts GAE els agrada l'aigua però no a tots.

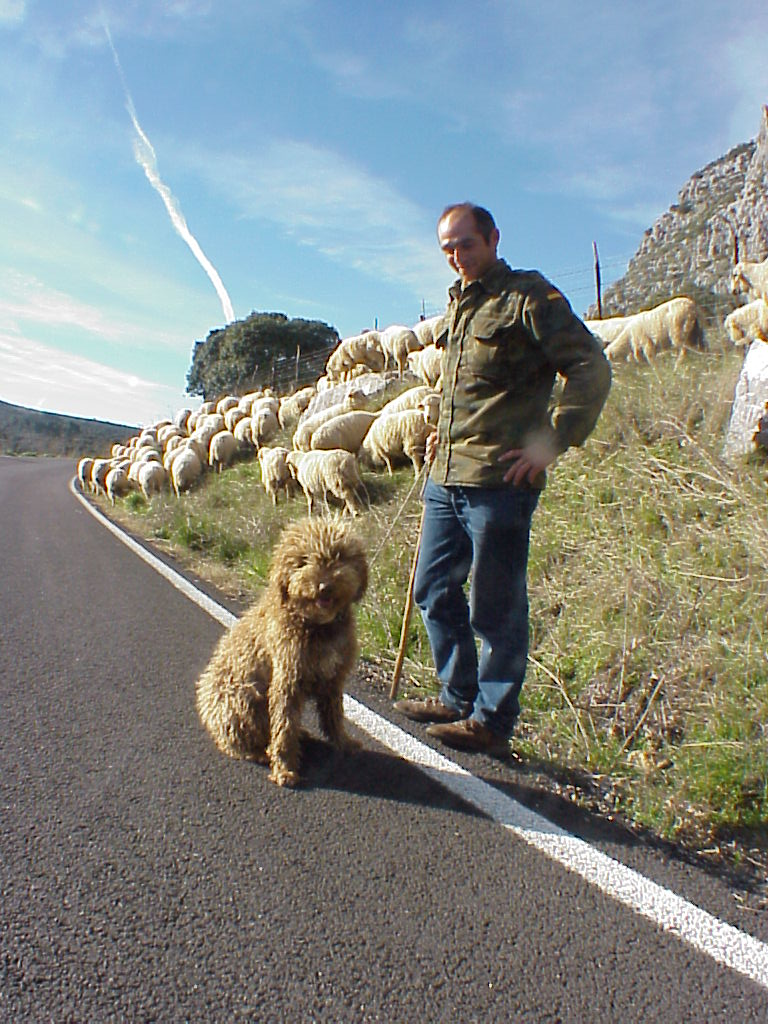
El gos d'aigua espanyol és un gos molt versàtil, tradicionalment ha estat utilitzat com a gos pastor.

## Funcionalitat
El gos d'aigua espanyol pertany segons la classificació de la FCI al grup VIII, secció 3ª, és a dir, és considerat com un gos de cobrament i més concretament un gos d'aigua. No obstant això, tradicionalment ha estat utilitzat com a gos pastor, en la conducció de bestiar oví i caprí, així com en el porcí i boví.
A causa de la seva gran capacitat per a l'aprenentatge actualment és utilitzat pels cossos de bombers espanyols en els seus equips de salvament i rescat, havent intervingut exemplars d'aquesta raça en els desastres produïts per l'huracà Mitch. També és possible veure'ls en companyia de la Guàrdia Civil en cerca de drogues i explosius en aeroports, ports i duanes.
Dins de l'esport caní, els gossos d'aigua espanyols estan aconseguint un lloc al món de l'agility, amb alguns campions d'Espanya i el subcampionat mundial a Finlàndia de l'Elit d'Ubrique. L'agility no consisteix en una prova de treball clàssica en la qual solament poden participar exemplars de raça, sinó que és més aviat una combinació entre competició i espectacle oberta a tota classe de gossos. El propietari també participa en la prova acompanyant al seu gos. Són determinants la cooperació i la bona amistat entre els components de l'equip (gossos i persones).
Gràcies al seu aspecte de peluix, així com al seu caràcter actiu, intel·ligent, alegre i equilibrat, ha aconseguit un lloc dins de les races de companyia, molt valorat al nord d'Europa i als Estats Units.